# Thrasydaios
Thrasydaios (starořecky Θρασυδαῖος - Thrasydaios, latinsky Thrasydaeus) byl tyran v starověkých městech Akragas a Himera na Sicílii. Byl synem a nástupcem tyrana Théróna.

## Životopis
Už za života svého otce byl pověřen vedením města Himera, kde si kvůli své násilné a svévolné vládě znepřátelil místní občany tak, že uvažovali o vzpouře. Obrátili se o pomoc na Hieróna I., ten je však zradil a udal Theronovi. Theron odsoudil jejich vůdce na smrt a obnovil svou autoritu. Není známo, zda si poté Thrasydaios podržel svou pozici v Himéře. Po Theronově smrti roku 472 př. n. l. se ujal bez odporu vlády nad oběma městy. Jeho tyranská a násilnická povaha se však brzy projevila a učinila ho v Akragase stejně nepopulárním, jako byl v Himéře.
Nejprve obnovil válku s Hierónem I., proti němuž již vystoupil za vlády svého otce. Shromáždil velkou armádu žoldáků a branců z Akragasu a Himéry a vyrazil proti němu. Byl ale poražen v krvavé a úporné bitvě, čehož okamžitě využili obyvatelé Akragasu a vyhnali ho z města. Uprchl do Řecka, byl ale zajat v Megaře a následně popraven.